# وتلانا گرینبرگ

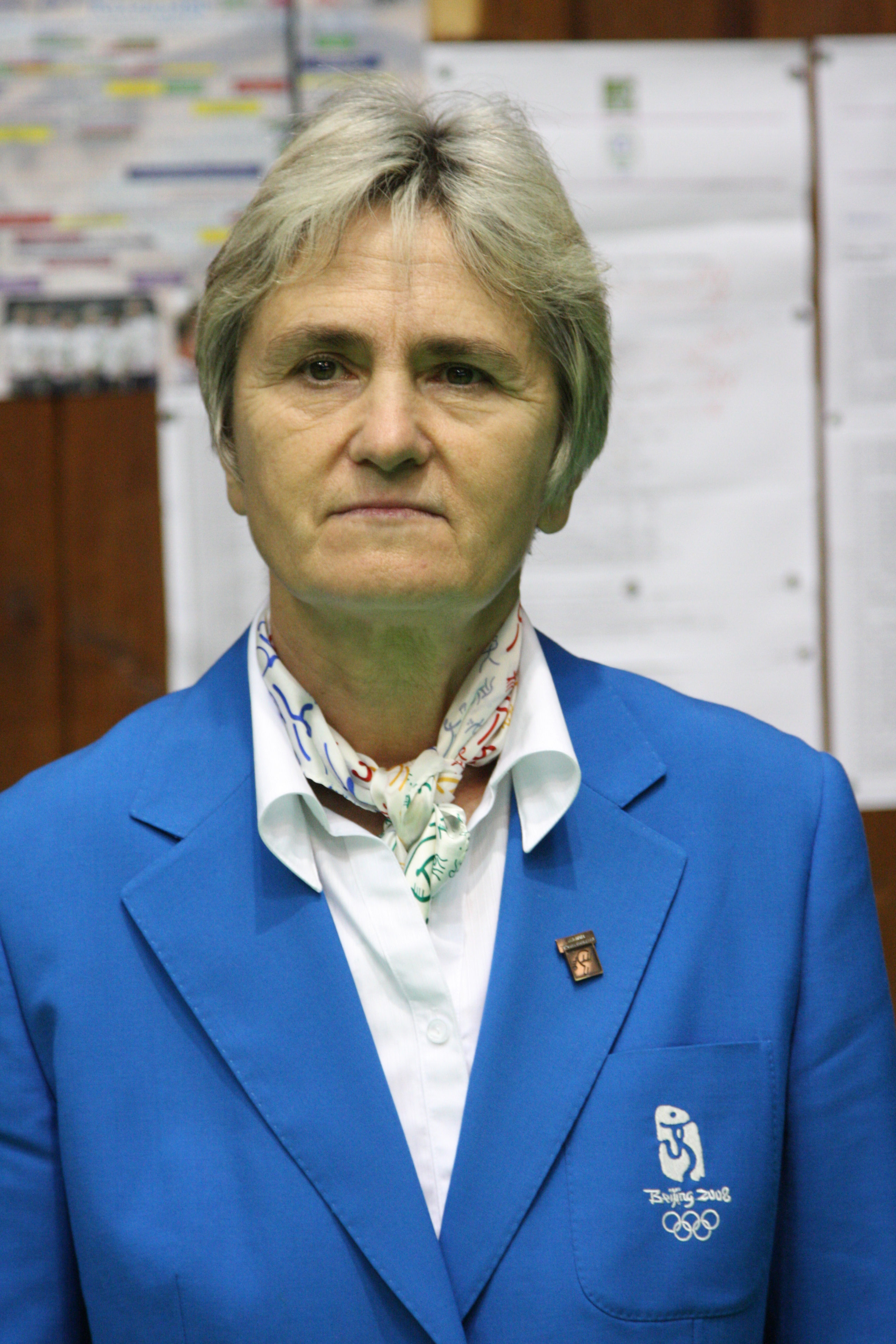
وتلانا گرینبرگ در سال ۲۰۰۸

وتلانا گرینبرگ (انگلیسی: Svetlana Grinberg؛ زادهٔ ۸.۱۰.۱۹۴۴) یک بازیکن تنیس روی میز اهل روسیه است. 
وی در مسابقات کشوری و بین‌المللی در مجموع برنده ۲ مدال طلا، ۱ مدال نقره، ۱ مدال برنز شده‌است.